# Ellagitanin

La casuarictine, un ellagitanin tiré de l'arbre australien Casuarina stricta.

Les ellagitanins, ou tanins ellagiques, sont des polyphénols de la famille des tanins hydrolysables.

## Composés
Avec plus de 500 composés, les ellagitannins forment le groupe le plus important de tanins.
| Molécule              | Origine                                     |
| Castalagine           | Chêne pédonculé Chêne sessile               |
| Castaline             |                                             |
| Castanopsinines A à H | Castanopsis cuspidata var. sieboldii NAKAI  |
| Casuarictine          | Casuarina stricta                           |
| Excoecarianine        | Excoecaria kawakamii HAYATA (Euphorbiaceae) |
| Excoecarinines A et B | Excoecaria kawakamii HAYATA (Euphorbiaceae) |
| Grandinine            | Myrtaceae Fagaceae Lythraceae               |
| Pterocarinine A       | Pterocarya steroptera Eucalyptus viminalis  |
| Pterocarinine B       | Pterocarya steroptera                       |
| Punicacortéine        | 'Osbeckia chinensis                         |
| Punicalagine          |                                             |
| Rhoipteleanines A à G | Fruits de Rhoiptelea chiliantha             |
| Roburines A à E       |                                             |
| Tellimagrandines      |                                             |
| Vescalagine           | Chênes                                      |
| Vescaline             |                                             |

## Œnologie
Les ellagitanins sont solubilisés au cours du vieillissement du vin en fût de chêne. Leur réaction avec les constituants pariétaux des bactéries lactiques conduisent au ralentissement de la fermentation malolactique en barriques et à l'activation des réactions autolytiques des cellules de bactéries. Lors des premières semaines de l'élevage, l'enrichissement rapide des vins en ellagitanins contribue à renforcer les impressions de dureté et d'astringence des vins. Avec l'oxydation de ces composés, ce caractère s'estompe et disparaît rapidement.

## Classification
Freudenberg et Gross classent les ellagitanins dans les tanins hydrolysables, aux côtés des gallotanins. La découverte d'ellagitanins non hydrolysables, en raison d'un couplage C-C de leurs résidus polyphénoliques avec l'unité polyol, comme la vescalagine du bois de chêne utilisé en tonnellerie ont remis en cause cette classification.
Khanbabae et van Ree proposent une classification structurelle, plutôt que basée sur des propriétés chimiques : les gallotanins sont des tanins formés d'unités galloyles ou de leurs dérivés meta-depsidiques, liées à diverses unités polyol-, flavanol- ou triterpénoïdes.

## Structure
Les ellagitanins sont formés autour d'un sucre (glucose ou polyol dérivé du D-glucose) comportant plusieurs liaisons esters d'acide hexahydroxydiphénique (HHDP) (ou de ses dérivés, comme le DHHDP, acide chébulique). 

## Synthèse
Les ellagitanins sont produits à partir des gallotanins, par couplage oxydatif C-2-C-2' d'au moins deux unités galloyles.  

### Biosynthèse
Les ellagitanins constituent l'essentiel des espèces extractibles du bois de chêne. Ils sont synthétisés par les dernières cellules vivantes de l’aubier, à la limite entre aubier et bois de cœur. Les ellagitanins représentent environ 10 % de la matière sèche du bois de cœur. La teneur des bois en ellagitanins dépend essentiellement de l'espèce botanique et très peu de la localisation géographique. 
| Espèce          | Pourcentage massique (%) | Rapport de la teneur en vescalagine à celle en castalagine |
| Chêne pédonculé | 4,84                     | 0,69                                                       |
| Chêne sessile   | 3,44                     | 0,53                                                       |

## Propriétés

### Propriétés chimiques
Après hydrolyse des liaisons ester des ellagitanins, les acides diphéniques libérés se réarrangent spontanément en acide ellagique stable. Les ellagitanins sont très réactifs avec le dioxygène O2 et ont des propriétés antiradicalaires. Ils peuvent également réagir avec les composés soufrés. Les ellagitanins donnent également des réactions de polymérisation et d'acétalisation.

### Propriétés physiques
Les ellagitanins sont très solubles dans l'eau.

## Médecine
Les ellagitanins pourraient avoir une action dans le cadre du traitement contre le cancer de la prostate.